# Arenthon
 Arenthon  es una población y comuna francesa, en la región de Auvernia-Ródano-Alpes, departamento de Alta Saboya, en el distrito de Bonneville y cantón de La Roche-sur-Foron.

## Demografía
| 514 | 571 | 641 | 788 | 952 | 1144 |
| Para los censos de 1962 a 1999 la población legal corresponde a la población sin duplicidades (Fuente: INSEE [Consultar]) |     |     |     |     |      |